# Quatro Santos Coroados (título cardinalício)
Santos Quatro Mártires Coroados (em latim: Ss. Quattuor Coronatorum) é um título cardinalício criado em 600 pelo Papa Gregório I, de acordo com o Anuário Pontifício. Aparece com o nome de Æmilianae em sínodos realizados em 499 e em 595. De acordo com o catálogo de Pietro Mallio, composto durante o pontificado do Papa Alexandre III (1159-1181), este título foi anexado à Basílica de São Lourenço Fora de Muros e seus sacerdotes celebravam as missas ali. Sua igreja titular é Santi Quattro Coronati.

## Titulares protetores
Entre os antigos ocupantes deste título estão: papa São Leão IV (847), o rei Henrique I de Portugal, que, em 1580, doou o magnífico teto de madeira da igreja, e o papa Bento XV (1914). A lista completa é conhecida apenas a partir do pontificado do papa Gregório VII (r. 1073–1085). Os nomes entre 595 e 993 foram baseados no exame dos documentos dos concílios romanos por Giandomenico Mansi com exceção de Leão IV, Estêvão (882–885 e depois papa Estêvão V até 891), que foram mencionados como cardeais deste título em suas entradas biográficas na Enciclopédia Católica:
- Fortunato (590-?)
- Giovanni (731- 745)
- Teofano (745- 761)
- Costantino (761- 772)
- Ubaldo Cornelio (772- 795)
- São Leão, O.S.B. (844-847 eleito papa com o nome de Leão IV)
- Leão (853- 882)
- Basilio (882)
- Estêvão (882 ou 883-884) Eleito Papa Estêvão V
- Teofilatto (964-?)
- Teodorico (975-977)
- Giovanni (992-?)
- Ermanno (ou Erimanno) (1061-1088)
- Bobone (1099-1100)
- Agostino (1100-?)
- Bosone (cerca de 1117-?)
- Bendetto (1130-?), pseudocardeal do antipapa Anacleto II
- Guillaume de Court Novel (Guglielmo Curti), O.Cist. (1338-1350)
- Pierre Itier (1361-1364)
- Jean de Dormans (1368-1373)
- Hugues de Montrelais (ou Montrelaix) (1375-1379)
- Demeter (ou Demetrius) (1379-1386)
- Jean de Neufchatel (1383-1392), pseudocardeal do antipapa Clemente VII
- Francesco Uguccione (ou Hugotion, ou Hugociano, ou Aguzzonis) (1408-1412)
- Alfonso Carrillo de Albornoz (1418-1434)
- Louis de Luxembourg (1440-1442)
- Bernard de La Planche, O.S.B. Clun. (1441-1448), pseudocardeal do antipapa Félix V
- Alfonso de Borja y Cabanilles (1444-1455) Eleito Papa Calisto III
- Luis Juan de Milà y Borja (1456-1508)
- Vacante (1508-1513)
- Lorenzo Pucci (1513-1524)
- Vacante (1524-1531)
- Antonio Pucci (1531-1541)
- Roberto Pucci (1544-1547)
- Henrique de Portugal (rei de Portugal: 1578-1580) (1547-1580)
- Vacante (1580-1584)
- Giovanni Antonio Facchinetti (1584-1591) Eleito Papa Inocêncio IX
- Giovanni Antonio Facchinetti de Nuce (1592-1602)
- Giovanni Garzia Millini (1608-1627)
- Girolamo Vidoni (1627-1632)
- Francesco Boncompagni (1634-1641)
- Cesare Facchinetti (1643-1671)
- Francesco Albizzi (1671-1680)
- Sebastiano Antonio Tanara (1696-1715)
- Giovanni Patrizi (1716-1727)
- Vacante (1727-1731)
- Alessandro Aldobrandini (1731-1734)
- Joaquín Fernández Portocarrero (1743-1747)
- Giovanni Battista Mesmer (1747-1749)
- Vacante (1749-1754)
- Carlo Francesco Durini (1754-1769)
- Vacante (1769-1775)
- Christoph Anton von Migazzi (1775-1803)
- Vacante (1803-1826)
- Ludovico Micara, O.F.M.Cap. (1826-1837)
- Giovanni Soglia Ceroni (1839-1856)
- Vacante (1856-1863)
- Antonio Saverio De Luca (1863-1878)
- Américo Ferreira dos Santos Silva (1880-1899)
- Pietro Respighi (1899-1913)
- Giacomo della Chiesa (1914)
- Victoriano Guisasola y Menéndez (1914-1920)
- Karl Joseph Schulte (1921-1941)
- Norman Thomas Gilroy (1946-1977)
- Julijans Vaivods (1983-1990)
- Roger Michael Mahony (1991-)